# Acalyptris pistaciae
Acalyptris pistaciae là một loài bướm đêm thuộc họ Nepticulidae. Nó được tìm thấy ở miền nam Địa Trung Hải, ở đó nó phân bố rộng khắp Hy Lạp (lục địa cũng như các đảo) Cộng hòa Síp và Thổ Nhĩ Kỳ. Nó có lẽ cũng hiện diện ở Syria và Liban. Mẫu thu thập ở Israel năm 1931 và được nhận diện là loài Simplimorpha promissa cũng có thể là chính loài này.
Sải cánh dài 3.7-5.3 mm. Có từ 2 lứa trở lên trong năm.
Ấu trùng ăn Pistacia lentiscus và Pistacia terebinthus. Chúng ăn lá nơi chúng làm tổ.